# Bwilel
Bwilel är en ö i Marshallöarna.   Den ligger i kommunen Ebon, i den sydvästra delen av Marshallöarna, 400 km sydväst om huvudstaden Majuro.
Terrängen på Bwilel är varierad. Öns högsta punkt är 13 meter över havet. 